# Ancien hôpital Félix-Guyon
Pour les articles homonymes, voir Ancien hôpital.
L'ancien hôpital Félix-Guyon est un ancien hôpital de l'île de La Réunion, département et région d'outre-mer français dans le sud-ouest de l'océan Indien. Situé à Saint-Denis le long d'une rue reliant le centre-ville à Bellepierre, il constituait le principal établissement sanitaire de la ville jusqu'à l'ouverture du centre hospitalier Félix-Guyon en 1957. Il est inscrit en totalité à l'inventaire supplémentaire des Monuments historiques depuis le 14 août 2000,. Seul son pavillon principal et son porche l'étaient auparavant, depuis un arrêté du 4 juillet 1989 qui a été annulé.